# بيت كروس
بيت كروس (بالإنجليزية: Pete Cross)‏ مواليد 28 مارس 1948 - الوفاة 02 يناير 1977، كان لاعب كرة سلة أمريكي. تم اختياره من قبل فريق سياتل سوبرسونيكس خلال الدرافت. حمل الرقم 41. بلغ طوله 6 قدم 9 بوصة (2.1 م).

## المسيرة الاحترافية
لعب مع سياتل سوبرسونيكس من سنة 1970 إلى 1972، ثم لعب مع سكرامنتو كينغز في سنة 1972، ثم لعب مع سياتل سوبرسونيكس في موسم 1972–1973.

## روابط خارجية
- بيت كروس على موقع إن بي أي (الإنجليزية)
- بيت كروس على موقع سبورتس رفرنس (الإنجليزية)
- بيت كروس على موقع كلية كرة السلة في سبورتس رفرنس.كوم (الإنجليزية)
- بيت كروس على موقع ريلجم (الإنجليزية)
- بيت كروس على موقع بروبوليرز (الإنجليزية)